# 기원전 86년

## 연호
- 전한(前漢) 시원(始元) 원년

## 기년
- 전한(前漢) 소제(昭帝) 원년

## 사건
로마의 술라, 카이네로이아 전투와 오르코메누스 전투에서 폰투스군 격파

## 사망
- 중국 역사가 사마천 (추정)
- 로마 장군 가이우스 마리우스